# Црква Вазнесења Господњег у Грачаници (БиХ)
 Црква Вазнесења Господњег је српска православна црква која се налази у Грачаници а припада епархији зворничко-тузланској.
Градња цркве започета је 1921. године, а завршена је 1926. Парохијски храм Вазнесења Господњег освештан је 1925. године.  За Национални споменик Босне и Херцеговине проглашен је 4. септембра 2013. године, на седници одржаној у Сарајеву.

## Опште информације
Храм припада типу крстообразне кубичне грађевине са куполом, два звоника на западној страни и апсидом на источној страни. Габаритне спољашње мере износе 19,12 х 13,16 метара.
Над централним простором наоса уздиже се купола, висине до темена око 17 метара и унутрашњег радијуса око 3 м Тамбур куполе је са унутрашње стране кружног, а споља шеснаестостраног пресека.
Живопис Храма изведен је у периоду од 1986. до 1989. године. Храм је живописао академски сликар Димитриј Риџиски, иако без теолошке вештине поштовао је тематски програм живописа, али и иконографске каноне. Простор зида без зидних слика прекривен је шаблонским украсима (углавном преплети и крстови). Зидне слике су од остатка зида одвојене илузијом оквира.
Једноставан иконостас у целости је очуван, а потиче из времена градње саме цркве (димензија приближно 6,3 х 5,20 метара). Изведен је од дрвета и украшен једноставном профилацијом која сугерира архитектонски елемент стуб чија је функција раздвајање поља са иконама. Конструкција иконостаса је украшена и са шест истоветних дуборезбарених лучних венаца који се налазе изнад икона, као и са шест крстова у доњем делу прве зоне. Иконостас носи дванаест икона које су распоређене у две хоризонталне линије. Иконостас одражава дух неокласицизма док су иконе под утицајем руског барока.